# Aldealengua de Santa María
Aldealengua de Santa María è un comune spagnolo di 71 abitanti situato nella comunità autonoma di Castiglia e León.